# Stadion Centralny w Darchanie
Stadion Centralny – wielofunkcyjny stadion w mieście Darchan w Mongolii.